# Annie Easley
Annie J. Easley (23 de abril de 1933-25 de junio de 2011) fue una informática teórica, matemática y científica espacial afroamericana. Trabajó para el Centro de Investigación Lewis (ahora Glenn Research Center) de la Administración Nacional de Aeronáutica y del Espacio (NASA) y su predecesor, el Comité Asesor Nacional de Aeronáutica (NACA). Fue una líder del equipo que desarrolló el software para la etapa del cohete Centauro y una de los primeros afroamericanos en trabajar como científico de computación en la NASA.

## Biografía
Nació en Birmingham, Alabama. En los días previos al Movimiento por los Derechos Civiles, las oportunidades educativas y profesionales para los niños afroamericanos eran muy limitadas. Los niños afroamericanos fueron educados por separado de los niños blancos y sus escuelas eran con frecuencia de peor calidad que las escuelas blancas. Easley tuvo la suerte de que su madre le dijo que podría llegar a ser lo que quisiera pero que tendría que trabajar para conseguirlo. La animó a obtener una buena educación y desde el quinto grado hasta la escuela secundaria, asistió a la Escuela Secundaria Holy Family, y fue la mejor estudiante de su clase de graduación.
Después de la escuela secundaria fue a Nueva Orleans, Luisiana, a la Universidad Xavier, por entonces una universidad católica afroamericana, donde se especializó en farmacia durante aproximadamente dos años.
En 1954, regresó a Birmingham por un corto periodo de tiempo. Como resultado de las leyes Jim Crow que establecieron y mantuvieron la desigualdad racial, a los afroamericanos se les exigió pasar una onerosa prueba de alfabetización y pagar un impuesto de votación para poder votar. Easley recordaba que el examinador miró su solicitud y solo dijo: "Fuiste a la Universidad Xavier. Dos dólares". Posteriormente, ella ayudó a otros afroamericanos a prepararse para la prueba.
En 1963, la segregación racial de los comerciantes del centro de Birmingham terminó como resultado de la campaña de Birmingham, y en 1964, la Vigésima Cuarta Enmienda derogó el impuesto de votación en las elecciones federales. Pero no fue hasta 1965 que la Ley de derecho de voto eliminó la prueba de alfabetización.
Poco después, se casó y se mudó a Cleveland con la intención de continuar sus estudios. Desafortunadamente, la universidad local había terminado su programa de farmacia poco tiempo antes y no existía ninguna alternativa cerca.

## Carrera en NACA y NASA

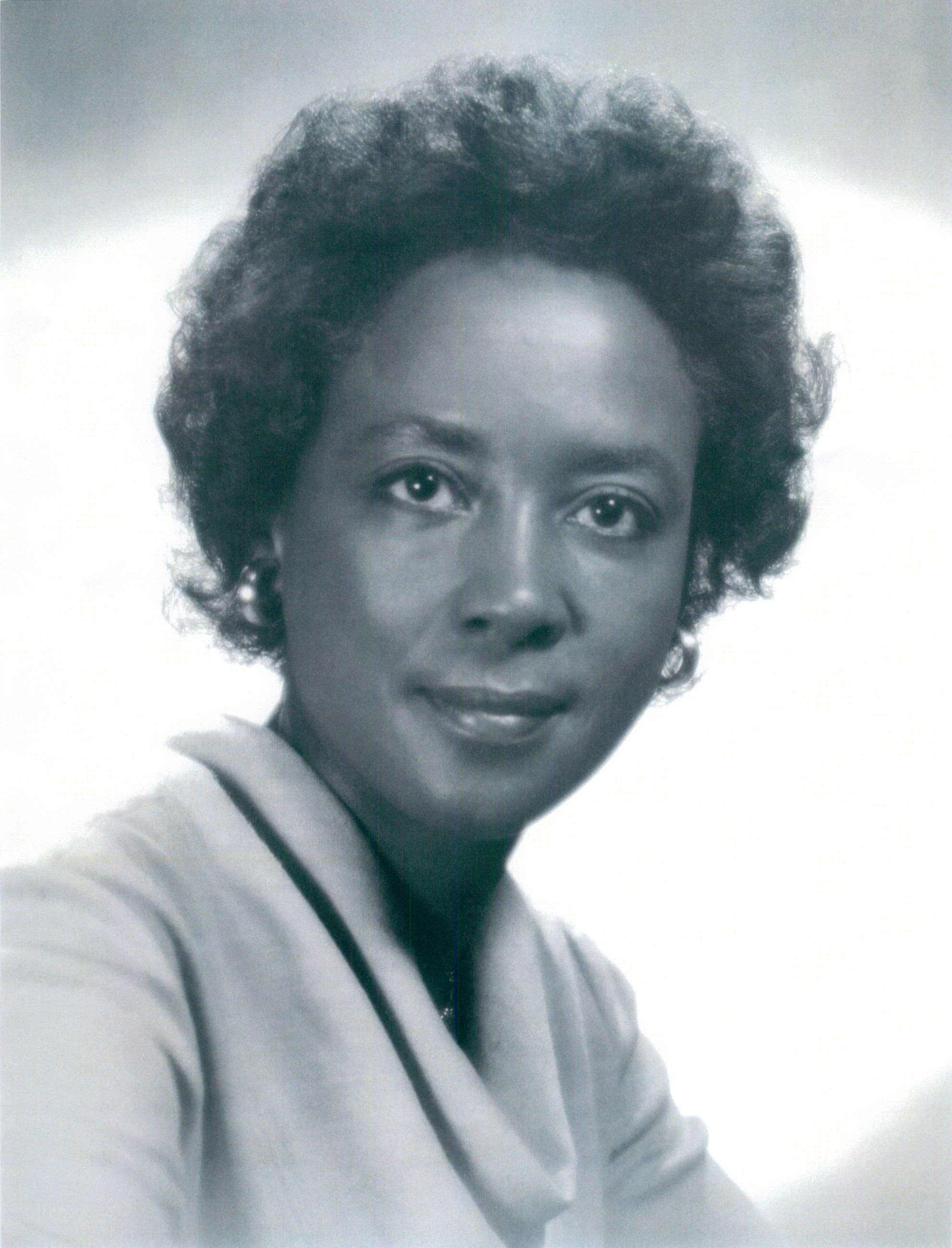
Annie Easley, NASA

En 1955 leyó un artículo de un periódico local sobre una historia de gemelas que trabajaban para el Comité Asesor Nacional de Aeronáutica (NACA) como "computadoras" y al día siguiente solicitó un trabajo. En dos semanas fue contratada, una de las cuatro afroamericanas de aproximadamente 2500 empleados. Comenzó su carrera como matemática e ingeniera informática en el Laboratorio Lewis de Vuelo a Propulsión de NACA (que se convirtió en el Centro de Investigación Lewis de la NASA, 1958-1999, y posteriormente en el Centro de Investigación John H. Glenn) en Cleveland, Ohio. Continuó su educación mientras trabajaba para la agencia y, en 1977, obtuvo una Licenciatura en Ciencias en Matemáticas de la Universidad Estatal de Cleveland. Como parte de su educación continua, Easley se preparó a través de cursos de especialización ofrecidos por la NASA.
Su carrera a lo largo de 34 años incluyó el desarrollo e implementación de código de ordenador que analizó tecnologías de energía alternativas, dio soporte al cohete superior de alta energía Centauro, determinó proyectos solares, eólicos y energéticos, identificó sistemas de conversión de energía y sistemas alternativos para resolver problemas de energía. Sus aportaciones sobre la energía incluyeron estudios para determinar el uso de por vida de las baterías de almacenamiento, como las que se usan en los vehículos utilitarios eléctricos. Sus aplicaciones informáticas se han utilizado para identificar sistemas de conversión de energía que ofrecen mejoras sobre las tecnologías disponibles comercialmente. Se retiró en 1989 (algunas fuentes dicen que en 1991).
El trabajo de Easley con el proyecto Centauro sirvió como fundamento tecnológico para el lanzamiento de transbordadores espaciales y el lanzamiento de satélites de comunicaciones, militares y meteorológicos. Su trabajo contribuyó al vuelo de 1997 a Saturno de la sonda Cassini, cuyo lanzador tenía el Centauro como su etapa superior.
Easley fue entrevistada en Cleveland, el 21 de agosto de 2001 por Sandra Johnson. La entrevista se almacena en el Programa de Historia Oral del Centro Nacional Espacial de administración espacial y aeronáutica. La transcripción de la entrevista de 55 páginas incluye material sobre la historia del Movimiento por los Derechos Civiles, el Centro de Investigación Glenn, el Centro Espacial Johnson, el vuelo espacial y la contribución de las mujeres al vuelo espacial.

## Publicaciones
- Performance and Operational Economics Estimates for a Coal Gasification Combined-Cycle Cogeneration Powerplant. Nainiger, Joseph J.; Burns, Raymond K.; Easley, Annie J. NASA, Lewis Research Center, Cleveland, Ohio, USA NASA Tech Memo 82729 Mar 1982 31p
- Bleed Cycle Propellant Pumping in a Gas-Core Nuclear Rocket Engine System. Kascak, A. F. ; Easley, A. J. National Aeronautics and Space Administration. Lewis Research Center, Cleveland, Ohio. Report No.: NASA-TM-X-2517; E-6639 March 1972
- Effect of Turbulent Mixing on Average Fuel Temperatures in a Gas-Core Nuclear Rocket Engine. Easley, A. J. ; Kascak, A. F.; National Aeronautics and Space Administration. Lewis Research Center, Cleveland, Ohio. Report No.: NASA-TN-D-4882 Nov 1968

## Citas
- Cuando las personas tienen sesgos y prejuicios, sí, soy consciente. No entierro la cabeza como el avestruz. Pero mi planteamiento es que, si no puedo trabajar contigo, trabajaré a pesar de ti. No voy a desanimarme tanto como para irme. Esa puede ser la solución para otras personas, pero no es la mía.[21]
- Nunca se es demasiado viejo, y si quieres algo, como decía mi madre, puedes hacer cualquier cosa que quieras, pero tienes que trabajartelo.[21]
- Me gustaría recordar aquí, en este momento, que le digo a la gente que no importa cuál sea su edad o lo que decidiera hacer cuando tuviese dieciocho o dieciséis años, no importa si cambia de opinión más adelante y cambia sus intereses, porque necesitamos ser flexibles.[21]

## Otras referencias
- Black Contributors to Science and Energy Technology. U.S. Department of Energy (Washington D. C.: Office of Public Affairs), 1979, p. 19. DOE/OPA-0035 (79).
- The ACM-Mills Conference on Pioneering Women in Computing. Mills College, Oakland, California. 7 de mayo de 2000
- In Black and White: A Guide to Magazine Articles, Newspaper Articles and Books Concerning More than 15,000 Black Individuals and Groups. 3rd edition Mary Mace Spradling, ed. (Detroit, MI: Gale Research Co.), 1980. p. 289..
- "Easley, Annie J.: American Computer Scientist" in World of Computer Science. Brigham Narin, Ed. (Detroit, MI: Gales Group), 2002. p. 210.

## Otras lecturas
- Warren, Wini (1999). Warren, Wini (1999). Black women scientists in the United States. Bloomington, Ind. [u.a.]: Indiana University Press. ISBN 9780253336033. Bloomington, Ind. [u.Un.]: Indiana Prensa Universitaria.